# Хе Сяннін
Хе Сяннін (кит.: 何香凝; 1878—1972) — китайська революціонерка, феміністка, політична діячка, художниця і поетеса. Учасниця революційної організації Сунь Ятсена Тунменхой. Під час правління Сунь Ятсена в Гуанчжоу обіймала посаду міністерки у справах жінок і виступала за гендерну рівність. У 1924 році організувала перший в Китаї мітинг у міжнародний жіночий день. Після вбивства чоловіка в 1925 році й масового винищення китайських комуністів у 1927 році відійшла від партійної політики на 20 років, але активно брала участь в організації опору японського вторгнення до Китаю.

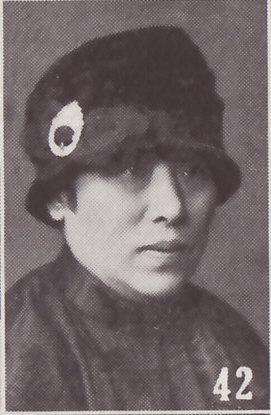
Портрет Хе Сяннін

У 1948 році стала однією зі співзасновників Революційного Комітету Гоміндану. Після заснування КНО Хе Сяннін займала кілька високих посад: була віцеголовою національного комітету політичної консультативної ради Китаю (1954—1964 роки), віцеголовою Постійного комітету Всекитайських зборів народних представників (1959—1972), головою Революційного Комітету партії Гоміньдан (1960—1972), і почесною керівницею Всекитайської Федерації Жінок.
Хе Сяннін також відома художниця Ліннаньської Школи Китайського мистецтва і в 1960-ті роки обіймала посаду голови китайської асоціації художників. Національний музей Хе Сяннін був відкритий в Шеньчжені в 1997 році, а її роботи публікували на китайських поштових марках.

## Біографія
Народилася 27 червня 1878 року в заможній гонконзькій родині, при народженні отримала ім'я Хе Цзянь (何諫). Батько, Хе Бінхуань (何炳桓), уродженець Наньхая, що у провінції Гуандун, був успішним бізнесменом. Він спеціалізувався на чайних перевезеннях та інвестиції в нерухомість. Хе Сяннін переконала батька дати їй змогу отримувати освіту разом з братами і з юності була старанною студенткою.
Хе Сяннін дотримувалася феміністичних поглядів ще з юності, люто пручаючись вказівкам батька бинтувати ноги. Через її нібито «великий розмір ноги», що вважався завадою вдалому шлюбу, у жовтні 1897 року Хе Сяннін погодилася на шлюб з Ляо Чжункаєм, китайцем американського походження, який був проти одруження з жінкою з забинтованими ногами. Це було весілля за згодою, адже Хе і Ляо мали багато спільного: обоє виявляли любов до мистецтва і тягу до знань, а також пристрасно бажали покращити становище в країні. Хе Сяннін продала свої дорогоцінні прикраси та віддала всі заощадження, щоб отримати 3 тисячі срібних монет для навчання чоловіка в Японії, куди він вирушив у 1902 році, і через 2 місяці поїхала за ним. В Японії Сяннін навчалася в підготовчій школі для вступу до Токійської школи для жінок.
Дочка, Ляо Менсін, була широко відомою перекладачкою з японської, англійської та французької. Син Ляо Ченчжі був членом Політбюро, а також обіймав посаду віцеголови Постійного комітету ВЗНП. У 1983 році, перед раптовою смертю, був призначений віцепрезидентом Китаю.

## Політична діяльність

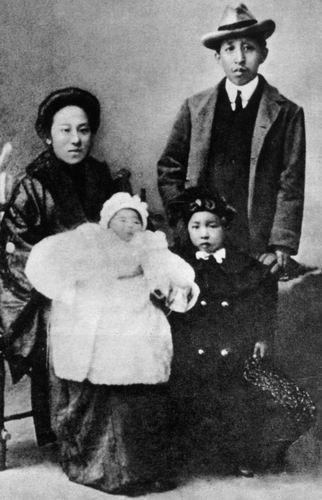
Хе Сяннін з чоловіком та дітьми

У 1903 році, проживаючи в Токіо з чоловіком, Сяннін зустріла китайського революціонера Сунь Ятсена. Подружжя стало першими учасниками революційного руху Тунменхой під його проводом, і Хуан Сін, китайський революціонер-мілітарист, друга людина в організації Тунменхой після Сунь Ятсена, навчав їх використовувати зброю у підготовці до революції. Сяннін орендувала будинок для першої секретної операції Тунменхой.
Хе Сяннін на короткий термін повернулася до Гонконгу, щоб народити доньку Ляо Менсін. Залишивши її з родиною, повернулася до Токіо. Там вона навчалася малювання в Токійській школі мистецтв для жінок у художника Райсьо (田中頼璋}}(яп.) 田中頼璋) і допомагала в агітаційній роботі Тунменхой, яка полягала в дизайні та шитті революційних прапорів й емблем. У 1908 році народила сина, Ляо Ченчжі (кит. 廖承志|廖承志}}廖承志).
Повернулася з чоловіком до Гонконгу в 1911 році, в рік Сіньхайської революції. У 1913 році Хе Сяннін познайомилася з Сун Цінлін, що пізніше одружилася з Сунь Ятсеном. Подружжя дотримувалися позиції Сунь Ятсена, неприязно ставлячись до генерала Юань Шикая, котрий відійшов від ідей революції, однак після низки невдач під час другої революції, були вигнані в Японії.

### Уряд Сунь Ятсена
В 1916, Хе Сяннін з чоловіком переїхали в Шанхай для розробки нового плану революції. У 1921 році Сунь Ятсен створив власний революційний уряд в провінції Гуандун і призначив чоловіка Сяннін міністром фінансів. Вона переконала військово-морських командирів приєднатися до уряду Сунь Ятсена. В Гуанчжоу Сяннін і Сун Цінлін організували асоціацію жінок зі збору коштів, необхідних для забезпечення солдатів медикаментами та одягом. Більше того, Сяннін продала безліч своїх картин для реалізації військових цілей. Коли генерал Чень Цзюнмін виступив проти Сунь Ятсена в 1922 році, Хе Сяннін влаштувала возз'єднання революціонера з дружиною і пішла на ризик, щоб звільнити свого чоловіка, якого утримували повстанці.
У серпні 1923 року Хе Сяннін стала членкинею центрального виконавчого комітету Гоміндану і посіла посаду міністерки у справах жінок при уряді Сунь Ятсена. Вона висувала ідеї «повної рівності для жінок у юридичних, соціальних, економічних та освітніх правах», а також організувала перший китайський мітинг з нагоди міжнародного жіночого дня 8 березня 1924 року. Хе Сяннін відкривала лікарні та школи для жінок в Гуанчжоу.

### Воєнний період
Після смерті Сунь Ятсена в березні 1925 року праве і ліве крило Гоміндану змагалися за лідерство в партії. Ляо Чжункай як лідер лівого крила був убитий в Гуанчжоу в серпні. Хе Сяннін залишалася поруч з чоловіком протягом усього часу та всі її речі були просякнуті кров'ю.
Лідером партії був негайно призначений Чан Кайші, який почав похід гоміньданівської Національно-революційної армії Китаю проти північних мілітаристів. На підтримку походу Хе Сяннін організувала рух Червоного Хреста, об'єднавши жінок робітничого класу і відправивши їх до Уханю. Однак, коли Гоміньдан під керівництвом Чан Кайші виступив проти комуністів у 1927 році, багатьох з цих жінок вбили. У зв'язку з цією подією, Хе Сяннін залишила партійну політику на наступні 20 років. Вона переїжджала в Гонконг і Сінгапур, об'їздила всю Європу, експонувался на виставках у Лондоні, Парижі, Бельгії, Німеччині і Швейцарії.
Після Мукденського інциденту і подальшої японської інтервенції в Маньчжурії у 1931 році, Хе Сяннін повернулася в Шанхай, організувавши разом з Шень Цзюньчжу (沈钧儒) Національну Асоціацію Порятунку, з метою опору японської агресії. Вона була змушена тікати з Шанхаю після Другої Шанхайської битви в 1937 році, і з Гонконгу після Гонконгської оборони 1941 року. Потім, під час японо-китайської війни, Хе кілька років провела у Гуйліні.

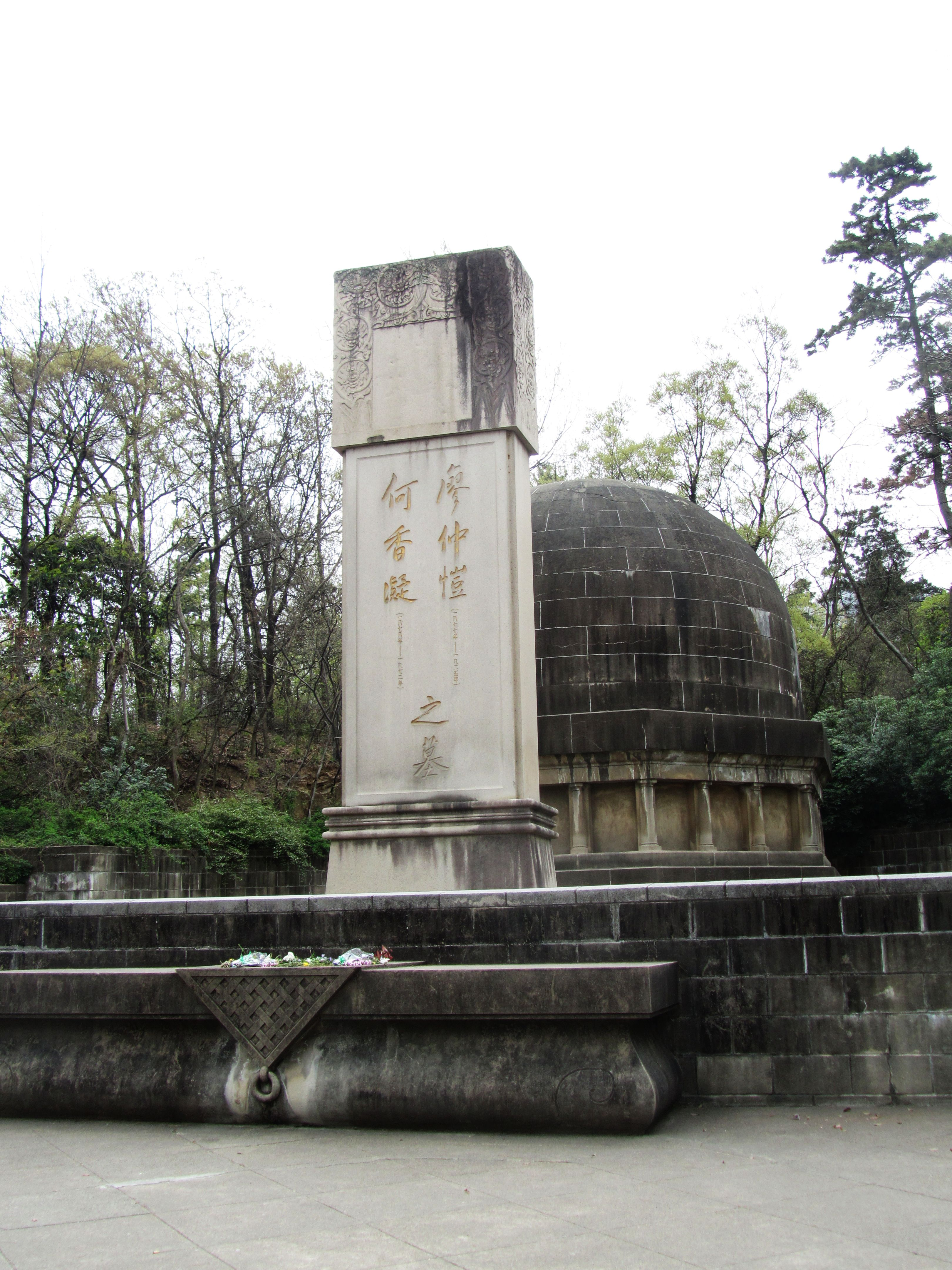
Монумент Ляо Чжункаю і Хе Сяннін в Нанкіні

### Китайська народна республіка
У 1948 році, під час громадянської війни в Китаї, Хе Сяннін, Чи Цзішень та інші партійні члени Гоміндану, налаштовані проти лідерства Чан Кайші, організували Революційний Комітет Гоміндану. Після перемоги комуністів у громадянській війні й заснування Китайської Народної Республіки в 1949 році, революціонерка переїхала в Пекін і зайняла кілька високих посад в Комуністичному уряді. Її призначили віцеголовою національного комітету Народної політичної консультативної ради Китаю (1954—1964), віцеголовою Постійного комітету Всекитайських зборів народних представників (1959—1972), головою Революційного комітету Гоміндану (1960—1972), головою Комітету Міжнародних Відносин, і почесним головою Всекитайської Федерації Жінок.
Хе Сяннін працювала до 1959, до 80 років. І навіть після цього продовжувала займати деякі офіційні пости. 1 вересня 1972 року, Хе Сяннін померла від пневмонії у віці 94 років. Похована разом з чоловіком в його мавзолеї в Нанкіні.

## Мистецька діяльність
У липні 1960 року, будучи відомою художницею Линнаньської Школи Китайського мистецтва, Хе Сяннін обрана третьою керівницею Китайської асоціації художників. Мисткиня тяжіла до зображення цвітіння сливи та сосни, а також тигрів і левів. Колекція її картин була опублікована в 1979 році в провінції Гуандун.
18 квітня 1997 року, в Шеньчжені відкрився Музей мистецтв Хе Сяннін. Це перший музей національного рівня в Китаї, відкритий на честь одного художника. Президент Цзян Цземінь зробив каліграфічний напис для назви музею. У червні 1988 року Пошта Китаю випустила 3 поштові марки (1998-15Т) з картинами Сяннін.
Хе Сяннін за час своєї мистецької кар'єри опублікувала такі збірки, як «Збірка ілюстрацій Хе Сяньньінг» (《何香凝画集》), «Збірка поезії та каліграфії Хе Сяньньінг» (《何香凝诗画辑》) та «Збірка поезії та каліграфії Шуанцин» (《双清诗画集》).